# Crepidodera
Crepidodera is een geslacht van kevers uit de familie bladkevers (Chrysomelidae).
De wetenschappelijke naam van het geslacht werd in 1835 gepubliceerd door Pierre François Marie Auguste Dejean.

## Soorten
- Crepidodera aurata Marsham, 1802 – Gouden wilgenaardvlo
- Crepidodera aurea Geoffroy, 1785
- Crepidodera aureola Foudras, 1860
- Crepidodera bella Parry, 1986
- Crepidodera bolognai Biondi, 1982
- Crepidodera browni Parry, 1986
- Crepidodera decora Parry, 1986
- Crepidodera digna Parry, 1986
- Crepidodera fulvicornis Fabricius, 1792
- Crepidodera lamina Bedel, 1901
- Crepidodera luminosa Parry, 1986
- Crepidodera nigricoxis Allard, 1878
- Crepidodera nitidula Linnaeus, 1758
- Crepidodera ovata Medvedev, 1993
- Crepidodera peloponnesiaca Heikertinger, 1910
- Crepidodera piundaunde Samuelson, 1984
- Crepidodera pluta Latreille, 1804
- Crepidodera populivora Parry, 1986
- Crepidodera sahalinensis Konstantinov, 1996
- Crepidodera solita Parry, 1986
- Crepidodera stypheliae Samuelson, 1984
- Crepidodera ussuriensis Konstantinov, 1996
- Crepidodera vaga Parry, 1986
- Crepidodera yahiroi Suzuki, 2006